# Gemeinderegel
Die so genannte Gemeinderegel (früher auch Sektenregel; hebräisch סֶרֶךְ הַיַּחַד Serech ha-Jachad) ist eine antike jüdische Schrift in hebräischer Sprache, die unter den Schriftrollen vom Toten Meer gefunden wurde. Galt sie der älteren Forschung noch als eine Art Gründungsdokument der Gemeinschaft von Qumran, sind ihr literarischer Charakter und ihre Funktion heute stark umstritten.

## Beschreibung der Textzeugen
Die wichtigste erhaltene Handschrift des Werkes wird mit dem Siglum 1QS (1Q nennt den Fundort Höhle 1, S steht für die Abkürzung des hebräischen Titels „Serech ha-Jachad“ [s. u.] bzw. für „Sektenregel“) bezeichnet. Diese Schriftrolle ist gut erhalten, lediglich am Beginn des Werkes und am unteren Rand fehlen einige Worte aufgrund von Beschädigungen. Insgesamt sind elf Kolumnen Text vorhanden. Da die Handschrift 1QS den längsten Text der Gemeinderegel bietet, dient sie als Grundlage für die Forschung am Werk, wenngleich die in den anderen Handschriften bezeugten Textformen ältere Stadien der Textentwicklung repräsentieren können.
Aufgrund von Vergleichen der Schriftformen wird die Handschrift in das erste Viertel des ersten vorchristlichen Jahrhunderts datiert. Die Orthographie weist die für die Qumran-Schriften typische plene-Schreibung auf, insbesondere in kurzen Worten stehen matres lectionis: Biblisches לא (‚nein‘; ‚nicht‘) wird generell לוא geschrieben, כי (‚denn‘) zumeist כיא. Das Suffix der 2. Person singular maskulin hat regelmäßig die Form כה- anstelle des biblischen ך-.
Vermutlich gehörten zur Schriftrolle 1QS ursprünglich weitere Werke, die jedoch als einzelne Teile gefunden wurden. Sie werden als „Gemeinschaftsregel“ (1QSa) und als „(Regel der) Segenssprüche“ (1QSb) bezeichnet und bildeten wohl eine Art Anhang zur Gemeinderegel. Auf der Rückseite der Gemeinschaftsregel ist der hebräische Titel – סרך היחד – erhalten, der sich auch am Anfang von 1QS findet und daher als dessen Überschrift verstanden werden kann. Von ihm leitet sich die Bezeichnung Gemeinderegel ab.
Weitere Fragmente von insgesamt zehn verschiedenen Handschriften der Gemeinderegel wurden in Höhle vier gefunden (Siglen 4Q255-264 beziehungsweise Gemeinderegela-j), sowie zwei winzige Fragmente in Höhle fünf (5Q11). Die Handschriften aus Höhle vier bieten zum Teil stark abweichende Textfassungen, was möglicherweise Einblicke in die Entstehungsgeschichte des Werkes ermöglicht.

## Inhalt
Die folgende kurze Inhaltsübersicht orientiert sich an der Kolumnenzählung der Handschrift 1QS. Die Kolumne wird durch eine römische Zahl bezeichnet, eine arabische Zahl steht für die Zeile:
- I,1-III,12 Anweisungen für die Aufnahme neuer Mitglieder in „den Bund“ und für ein jährlich zu feierndes Fest der Erneuerung des Bundes
- III,13-IV,26 so genannte „Zwei-Geister-Lehre“: dualistische Konzeption der Geister und Söhne des Lichtes gegen die Geister der Finsternis bzw. Söhne des Frevels
- V,1-IX,25: Regeln für die Ordnung der Gemeinde, insbesondere ein Strafenkatalog
- IX,26-XI,22 Anweisungen zum Gebet und ein Schlusspsalm[1]

## Beziehung zu anderen Texten aus Qumran
Besondere Nähe weist die Gemeinderegel zur Damaskusschrift auf. Deren nur fragmentarisch erhaltener Schluss hat über weite Teile den gleichen Text wie die Gemeinderegel. Ähnlichkeiten zeigen sich auch in der Struktur des Werkes und der Terminologie. Allerdings bestehen auch gewichtige Unterschiede in den Anordnungen und der Wortwahl. Am auffälligsten ist wohl die Tatsache, dass die Damaskusschrift – wie auch die Gemeinschaftsregel – den Begriff עֵדָה ʿEdah benutzt, wenn von der Gruppe die Rede ist, die Gemeinderegel hingegen יַחַד Jachad. Setzt man eine Entstehung oder Verarbeitung beider Schriften in einer Gemeinschaft voraus, so ließen sich aus den Veränderungen Schlüsse auf eine Entwicklung innerhalb dieser Gemeinschaft ziehen.

## Textausgaben und Übersetzungen
- Philip Alexander, Geza Vermes: Serekh Ha-Yaḥad and Two Related Texts (= Qumran Cave. 4, 19 = Discoveries in the Judaean Desert. 26). Clarendon, Oxford 1998, ISBN 0-19-826981-1.
- Eduard Lohse (Hrsg.): Die Texte aus Qumran. Hebräisch und Deutsch mit masoretischer Punktation, Übersetzung, Einführung und Anmerkungen. 2., kritisch durchgesehene und ergänzte Auflage. Kösel, Darmstadt 1971, ISBN 3-466-20067-9, S. 1–43, 283–285.
- Preben Wernberg-Møller: The Manual of Discipline (=Studies on the Texts of the Desert of Judah; Bd. 1, ISSN 0169-9962). Translated and Annotated with an Introduction. Brill, Leiden 1957.
- The Community Rule, Text und englische Übersetzung